# Église de Merimasku
L'église de Merimasku (finnois : Merimasku kirkko) est une église construite à Merimasku en Finlande,.

## Histoire
La direction des musées de Finlande a classé l'église et son paysage culturel dans les sites culturels construits d'intérêt national.